# 39.º governo da Monarquia Constitucional
O 39.º governo da Monarquia Constitucional, também conhecido como a segunda fase do 4.º governo do Rotativismo, do 3.º governo do Fontismo e do 17.º desde a Regeneração, nomeado a 14 de novembro de 1881, foi presidido por António Maria de Fontes Pereira de Melo. 
A sua constituição era a seguinte:
| Cargo                                                                                 | Detentor | Detentor                                                       | Período                                         |
| ------------------------------------------------------------------------------------- | -------- | -------------------------------------------------------------- | ----------------------------------------------- |
| Presidente do Conselho de Ministros                                                   |          | António Maria de Fontes Pereira de Melo (1819–1887)            | 14 de novembro de 1881 a 24 de outubro de 1883  |
| Ministro e Secretário de Estado dos Negócios do Reino                                 |          | Tomás Ribeiro (1831–1901)                                      | 14 de novembro de 1881 a 24 de outubro de 1883  |
| Ministro e Secretário de Estado dos Negócios do Reino                                 |          | António Serpa (interino) (1825–1900)                           | 9 de junho de 1882 a 23 de junho de 1882        |
| Ministro e Secretário de Estado dos Negócios do Reino                                 |          | António Serpa (interino) (1825–1900)                           | 2 de outubro de 1882 a 13 de outubro de 1882    |
| Ministro e Secretário de Estado dos Negócios Eclesiásticos e de Justiça               |          | Júlio de Vilhena (1845–1928)                                   | 14 de novembro de 1881 a 24 de outubro de 1883  |
| Ministro e Secretário de Estado dos Negócios da Fazenda                               |          | António Maria de Fontes Pereira de Melo (1819–1887)            | 14 de novembro de 1881 a 24 de outubro de 1883  |
| Ministro e Secretário de Estado dos Negócios da Fazenda                               |          | Júlio de Vilhena (interino) (1845–1928)                        | 21 de maio de 1883 a 31 de maio de 1883         |
| Ministro e Secretário de Estado dos Negócios da Guerra                                |          | António Maria de Fontes Pereira de Melo (interino) (1819–1887) | 14 de novembro de 1881 a 24 de outubro de 1883  |
| Ministro e Secretário de Estado dos Negócios da Guerra                                |          | José Vicente Barbosa du Bocage (interino) (1823–1907)          | 21 de maio de 1883 a 31 de maio de 1883         |
| Ministro e Secretário de Estado dos Negócios da Marinha e Ultramar                    |          | José de Melo Gouveia (1815–1893)                               | 14 de novembro de 1881 a 30 de janeiro de 1883  |
| Ministro e Secretário de Estado dos Negócios da Marinha e Ultramar                    |          | José Vicente Barbosa du Bocage (1923–1907)                     | 30 de janeiro de 1883 a 24 de outubro de 1883   |
| Ministro e Secretário de Estado dos Negócios da Marinha e Ultramar                    |          | Júlio de Vilhena (interino) (1845–1928)                        | 14 de julho de 1883 a 23 de agosto de 1883      |
| Ministro e Secretário de Estado dos Negócios Estrangeiros                             |          | António Serpa (1825–1900)                                      | 14 de novembro de 1881 a 24 de outubro de 1883  |
| Ministro e Secretário de Estado dos Negócios Estrangeiros                             |          | Ernesto Hintze Ribeiro (interino) (1849–1907)                  | 14 de novembro de 1881 a 24 de dezembro de 1881 |
| Ministro e Secretário de Estado dos Negócios Estrangeiros                             |          | Ernesto Hintze Ribeiro (interino) (1849–1907)                  | 21 de maio de 1883 a 31 de maio de 1883         |
| Ministro e Secretário de Estado dos Negócios Estrangeiros                             |          | Ernesto Hintze Ribeiro (interino) (1849–1907)                  | 1 de setembro de 1883 a 25 de setembro de 1883  |
| Ministro e Secretário de Estado dos Negócios das Obras Públicas, Comércio e Indústria |          | Ernesto Hintze Ribeiro (1849–1907)                             | 14 de novembro de 1881 a 24 de outubro de 1883  |